# Rivula everta
Rivula everta là một loài bướm đêm trong họ Erebidae.